# Блажо Тодоровски
Блажо Петрев Тодоровски – Чичето е югославски комунистически партизанин и народен герой на Югославия.

## Биография
Роден е на 13 април 1902 в кавадарското село Ресава в бедно селско семейство. След окупацията на Югославия през 1941 година става член на комунистическата партийна организация в Кавадарско и през лятото на същата година става член на ЮКП. През декември 1942 година приема партизаните от разбития Велешки отряд, а през април 1943 година самият той се включва в партизанските групи край Положкия манастир, където е формиран Тиквешкият отряд „Добри Даскалов“. Става заместник-командир на отряда. На 16 юни Тодоровски заедно с ударна група напада разположените в село Никодин български войски. В завързалата се престрелка е тежко ранен. Привършвайки мунициите си се самоубива. Обявен е за народен герой на 11 октомври 1953 година.